# Лю Хе
Лю Хе (кит.: 王賀; 92—59 до н. е.) — імператор з династії Хань у 74 році до н. е. Не отримав посмертного імені, період його правління було викреслено з календаря.

## Життєпис
Походив з імператорського роду Лю. Народився у 92 році до н. е. у родині Лю Бо, чан'ї ван Ая. після смерті батька у 86 році до н. е. наслідував його землями й титулом. У червні 74 року до н. е. його дядько, імператор Чжао-ді помер у молодому віці, не залишивши синів, регент Хо Гуан відкинув кандидатуру Лю Сюя, єдиного, що залишився в живих сина імператора У-ді, оскільки У-ді вважав Сюя занадто імпульсивним і не бажав бачити його на троні.
Був обраний принц Хе, як онук У-ді, який негайно вирушив зі своєї столиці Шанья (сучасне місто Цзінін провінції Шаньдун) в імператорську столицю Чан'ань, він летів настільки швидко, що коні його охоронців падали без духу від виснаження. Ван Цзі попередив його, що так швидко скакати не варто в період жалоби, але принц не звернув уваги. Після прибуття він негайно замовив у палаці особливу страву з курки, а також жінок (чого не було дозволено під час трауру), на заперечення офіцера Гун Суя він звалив провину на начальника своїх рабів, який був тут же страчений.
Ставши імператором, він негайно став висувати своїх друзів з Чан'і, порушуючи ритуали жалоби і організовуючи свята. Гун Суй був сильно незадоволений. Поведінки принца засмутило Хо Гуана, він викликав міністра землеробства Тянь Яньняня, з яким став обговорювати можливість позбавлення імператора трону. До змови були залучені генерал Чжан Аньши і перший міністр Ян Чан.
Зрештою група чиновників на чолі Хо склала детальний план позбавлення трону Лю Хе, який був здійснений на 27 день правління. Вони примусили більшість вищих чиновників погодитися з планом, погрожуючи стратою, і заручилися згодою вдівства імператриці Шангуань, якій відводилася основна роль. Імператор був викликаний до удовиці-імператриці, де вже були присутні вищі чиновники, і спочатку погано розумів, що відбувається. Імператриця в офіційному вбранні, прикрашена діамантами, сиділа на троні, по обидва боки від неї стояли чиновники.
Хо Гуан і вищі чиновники піднесли імператриці компрометувальні матеріали проти імператора і голосно зачитали список із 1127 звинувачень, перелічували всі помилки, допущені імператором за час його правління. Імператриця Шангуань схвалила подання про зречення і наказала зняти з Хе титул імператора. Стража супроводила колишнього імператора назад в Чан'і. Хе і Хо Гуан принесли один одному церемоніальні вибачення.
Імператриця не стала суворо карати колишнього імператора, а відвела йому на годування уділ у 2000 родин в Чан'і. Усі його прихильники, які отримали посади, були страчені, крім Ван Цзі і Гун Суя, які намагалися перестерігати імператора, та його старого вчителя Ван Ши.
Трон отримав Лю Бін'і, син колишнього спадкоємця Лю Цзю, який у 63 році до н. е. надав Лю Хе титул хоу і дав у правління повіт Хайхунь (у сучасній провінції Цзянсі). Помер Лю Хе у 59 році до н. е.

## Археологія
4 листопада 2015 року провінційний інститут археології пров. Цзянсі оприлюднив доповідь про знахідки у похованні Лю Хе, яке було стверджено як найкраще за станом збереження з тих, що відомі з часів Західної Хань. Поховання було відкрито 5 років раніше, його дослідження продовжується. Станом на грудень 2015 археологи винайшли 10 тонн бронзових монет, а також золоті моненти та слитки, які складають найбільшу знахідку золотого скарбу часів Хань. Серед інших знахідок - можливо, найдавніше з відомих зображень Конфуція.